# TLC (France)
 (juillet 2025).
Si vous disposez d'ouvrages ou d'articles de référence ou si vous connaissez des sites web de qualité traitant du thème abordé ici, merci de compléter l'article en donnant les références utiles à sa vérifiabilité et en les liant à la section « Notes et références ».
Pour les articles homonymes, voir TLC.
TLC The Learning Channel initialement Discovery Science, est une chaîne de télévision francophone payante du groupe Warner Bros. Discovery France, déclinaison de la chaîne américaine du même nom. Elle est disponible dans les offres télévisuelles des opérateurs Free, SFR, Orange, Bouygues Telecom et Prime Video.

## Historique
Le 23 août 2012, un communiqué annonce l'arrivée de Discovery Science et de sa version HD sur Canalsat à compter du 18 septembre 2012 en remplacement de Discovery HD Showcase. Le 24 janvier 2013, les chaînes Discovery Communications, Discovery Channel et Discovery Science, font leur retour sur le bouquet Numericable. Le 15 décembre 2016, la chaîne arrive sur le canal 209 de SFR et passe de l'offre SFR Play Premium à SFR Play sur Numéricâble.
Elle quitte les offres Canal le 17 janvier 2017. La chaine est disponible depuis le 15 mars 2023 sur le canal 64 de Free et est incluse dans l'offre basique de l'opérateur.
Le groupe Free et Warner Bros. Discovery France annoncent avoir conclu un accord permettant de diffuser l'ensemble de ses chaînes Discovery Channel, Discovery Science et Discovery Investigation ainsi que la chaîne Cartoon Network et la chaîne Warner TV sur Freebox TV et OQEE by Free[réf. nécessaire]. En février 2024, il est annoncé que la chaine sera remplacée par TLC à partir du 26 février 2024.

## Identité graphique

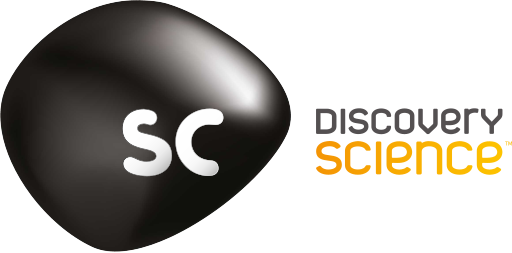
Premier logo sous la marque Discovery Science du 18 septembre 2012 au 12 octobre 2017.
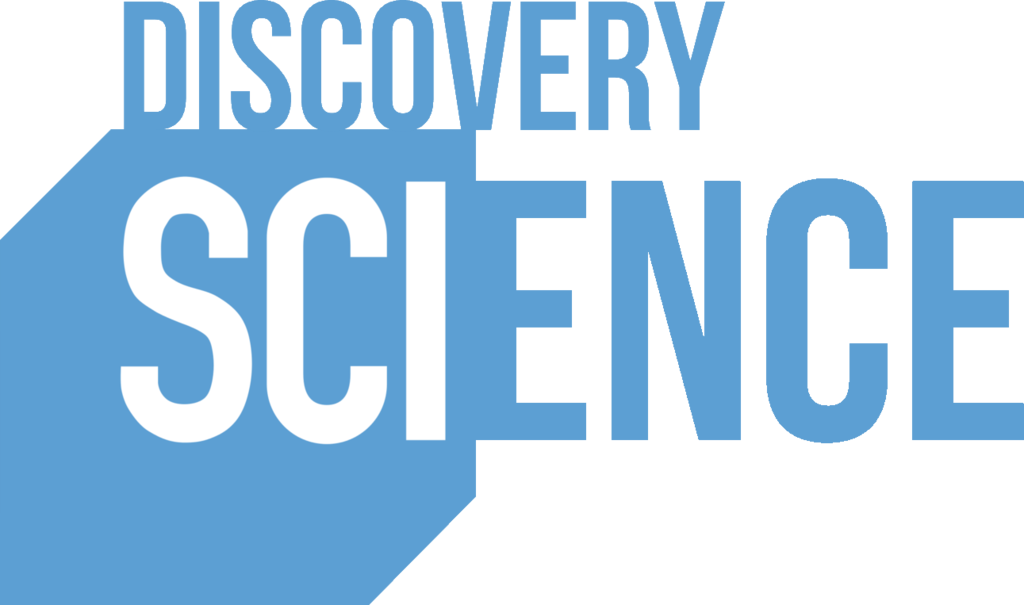
Dernier logo sous la marque Discovery Science du 12 octobre 2017 au 26 février 2024.
Logo à partir du 26 février 2024 à la suite du changement de nom annoncé.

## Programmes
TLC diffuse des programmes comme Busby Girls, Ghost Adventures, Hell's Cats, etc.

## Diffusion
Sur SFR et Numéricâble, la chaîne est incluse à partir de SFR Play ou dans le pack découverte premium. Depuis le 15 mars 2023, la chaîne est disponible chez Free dans le bouquet basique. Depuis juin 2024, la chaîne est disponible dans le bouquet basique de Bouygues.